# Cordilura
Cordilura is een geslacht van insecten uit de familie van de drekvliegen (Scathophagidae).

## Soorten
- C. aberrans Becker, 1894
- C. adrogans Cresson, 1918
- C. aemula Collin, 1958
- C. alberta (Curran, 1927)
- C. albicoxa James, 1955
- C. albipes Fallen, 1819
- C. angustifrons Loew, 1863
- C. atrata Zetterstedt, 1846
- C. atripennis James, 1955
- C. banksi (Malloch, 1923)
- C. bezzii Sack, 1937
- C. carbonaria (Walker, 1849)
- C. ciliata Meigen, 1826
- C. ciliatipes James, 1955
- C. confusa Loew, 1863
- C. criddlei Curran, 1929
- C. deceptiva Malloch, 1923
- C. dimidiata (Cresson, 1918)
- C. emarginata (Malloch, 1923)
- C. fasciventris Curran, 1927
- C. flavovenosa Becker, 1894
- C. fulvipes Meigen, 1838
- C. fuscipes Zetterstedt, 1838
- C. fuscitibia Rondani, 1867
- C. gagatina Loew, 1869
- C. glabra Loew, 1869
- C. gracilipes Loew, 1869
- C. hyalinipennis (Ringdahl, 1936)
- C. impudica Rondani, 1866
- C. intermedia (Curran, 1927)
- C. latifrons Loew, 1869
- C. loewi James, 1955
- C. luteola Malloch, 1924
- C. marginata (Malloch, 1931)
- C. munda Loew, 1869
- C. nigripila Zetterstedt, 1860
- C. nigriseta Rondani, 1867
- C. ontario Curran, 1929
- C. passiva Curran, 1929
- C. picipes Meigen, 1826
- C. picticornis Loew, 1864
- C. pilosella (Coquillett, 1898)
- C. pleuritica Loew, 1863
- C. polita (Coquillett, 1898)
- C. praeusta Loew, 1864
- C. proboscidea Zetterstedt, 1838
- C. pubera (Linnaeus, 1758)
- C. pudica Meigen, 1826
- C. rufimana Meigen, 1826
- C. scapularis Loew, 1869
- C. setosa Loew, 1860
- C. similis Siebke, 1873
- C. socialis Becker, 1894
- C. tarsalis (Malloch, 1923)
- C. umbrosa Loew, 1873
- C. unicolor Loew, 1864
- C. ustulata Zetterstedt, 1838
- C. variabilis Loew, 1876
- C. varicornis Curran, 1929
- C. varipes (Walker, 1849)